# 斯圖努本峰
61°37′41″N 8°47′46″E / 61.62806°N 8.79611°E
斯圖努本峰是挪威的山峰，位於該國東南部內陸郡，處於洛姆，距離首都奧斯陸220公里，屬於尤通黑門山脈的一部分，海拔高度1,996米。